# Saint-Michel-de-Double
Saint-Michel-de-Double (okzitanisch: Sent Micheu de Dobla) ist eine französische Gemeinde im Département Dordogne in der Region Nouvelle-Aquitaine mit 228 Einwohnern (Stand: 1. Januar 2022). Sie gehört zum Kanton Vallée de l’Isle im Arrondissement Périgueux.

## Geografie
Saint-Michel-de-Double liegt im Périgord Blanc (weißes Périgord). Das Gemeindegebiet wird vom Flüsschen Farganaud durchquert. Umgeben wird Saint-Michel-de-Double von den Nachbargemeinden La Jemaye-Ponteyraud im Norden, Saint-André-de-Double im Nordosten, Saint-Étienne-de-Puycorbier im Osten, Saint-Martin-l’Astier im Südosten, Saint-Laurent-des-Hommes im Süden, Saint-Barthélemy-de-Bellegarde im Westen sowie Échourgnac im Nordwesten.

## Bevölkerungsentwicklung
| Jahr                       | 1962 | 1968 | 1975 | 1982 | 1990 | 1999 | 2006 | 2012 | 2019 |
| Einwohner                  | 413  | 338  | 263  | 260  | 285  | 272  | 280  | 259  | 236  |
| Quellen: Cassini und INSEE |      |      |      |      |      |      |      |      |      |

## Sehenswürdigkeiten
- Kirche Saint-Michel aus dem 19. Jahrhundert

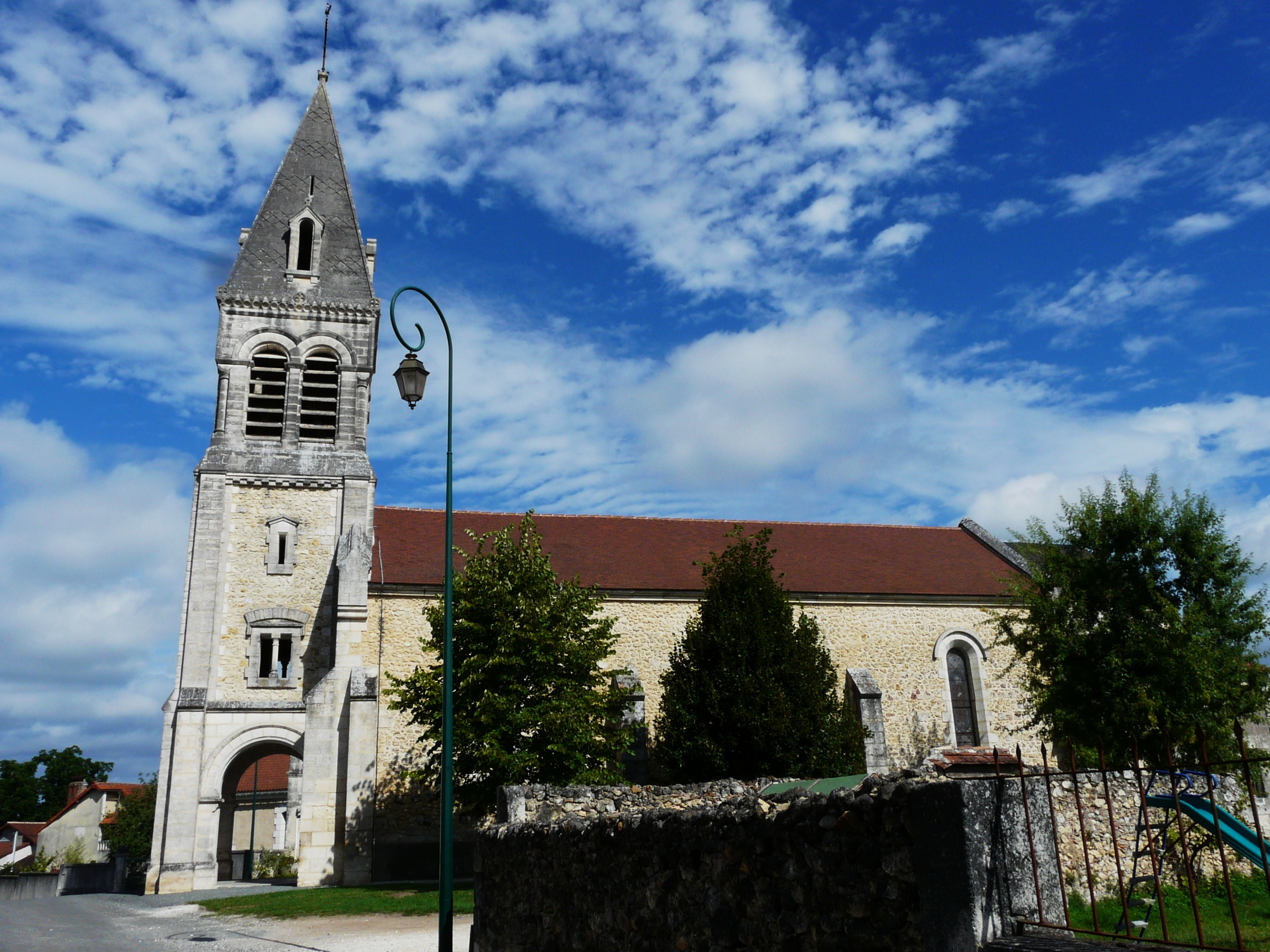
Kirche Saint-Michel